# Symphypyga fergana
Symphypyga fergana är en insektsart som beskrevs av Dubovsky 1966. Symphypyga fergana ingår i släktet Symphypyga och familjen dvärgstritar. Inga underarter finns listade i Catalogue of Life.